# Janos Belik
Janos Belik (* 6. Januar 1943; † 30. März 2021) war ein ungarischer Basketballspieler, -trainer und -funktionär.

## Laufbahn
1968 verließ Belik Ungarn aus politischen Gründen und kam zum Bundesligisten MTV 1846 Gießen, mit dem er in der Saison 68/69 Pokalsieger und Vizemeister wurde. Nach einem Spieljahr in Mittelhessen wechselte der Aufbauspieler 1969 zum USC München, mit dem er unter der Leitung von Trainer Laszlo Lakfalvi 1971 deutscher Vizemeister wurde.
Belik blieb nach dem Ende der Leistungssportkarriere in München. Als Trainer war er beim TSV Dachau, dann beim Männer-Zweitligisten SG BC/USC München tätig. 1987 führte er die Damen der SG München als Trainer zum Gewinn des Deutschen Pokalwettbewerbs. Bis 2014 war er 20 Jahre Vorsitzender von München Basket, dem Nachfolgeverein des USC München. Bis Ende März 2016 leitete er die Vereinsgeschäftsstelle. Im August 2016 wurde die Heimspielstätte Doppelhalle an der Dachauerstraße vereinsintern in Janos-Belik-Halle umbenannt. Beruflich war der Vater einer Tochter als Elektroingenieur tätig und betrieb in München ein eigenes Unternehmen. Bis 2005 war er Geschäftsführer der FIBA Europe Properties GmbH.